# Odda kommun
Odda kommun (norska: Odda kommune) var en kommun i dåvarande Hordaland fylke i västra Norge. Den administrativa huvudorten var Odda. Kommunen upphörde 31 december 2019 då den tillsammans med Jondals kommun slogs ihop med Ullensvangs kommun.
Odda kommun ligger vid slutet av Sørfjorden som är en 38 km lång förgrening av Hardangerfjorden. Huvudorten Odda är tillsammans med orterna Tyssedal och Eitrheimsnes ett centrum för tung industri.
Odda var omkring 1900 ett omtyckt resmål för personer från hela Europa. Till exempel besöktes orten mellan 1891 och 1914 varje sommar av den tyska kejsaren Vilhelm II. I hans följe kom flera andra europeiska furstar och kungligheter.
1906 utfördes det första spadtaget för vattenkraftstationen Tyssedal som skulle försörja Oddas kalciumkarbid- och cyanamidfabriker med el. Befolkningstalet mångdubblades i loppet av 4 år. 1927 uppfann Erling Johnson som var anställd hos Odda Smelteverk en bättre process för produktionen av gödsel. 2003 gick Odda Smelteverk i konkurs.
Cirka 15 km söder om huvudorten ligger vattenfallet Låtefossen.
I orten Røldal finns en stavkyrka och ett regionalt skidcentrum.

## Tätorter
- Odda
- Skare
- Røldal
- Tyssedal

## Bildgalleri

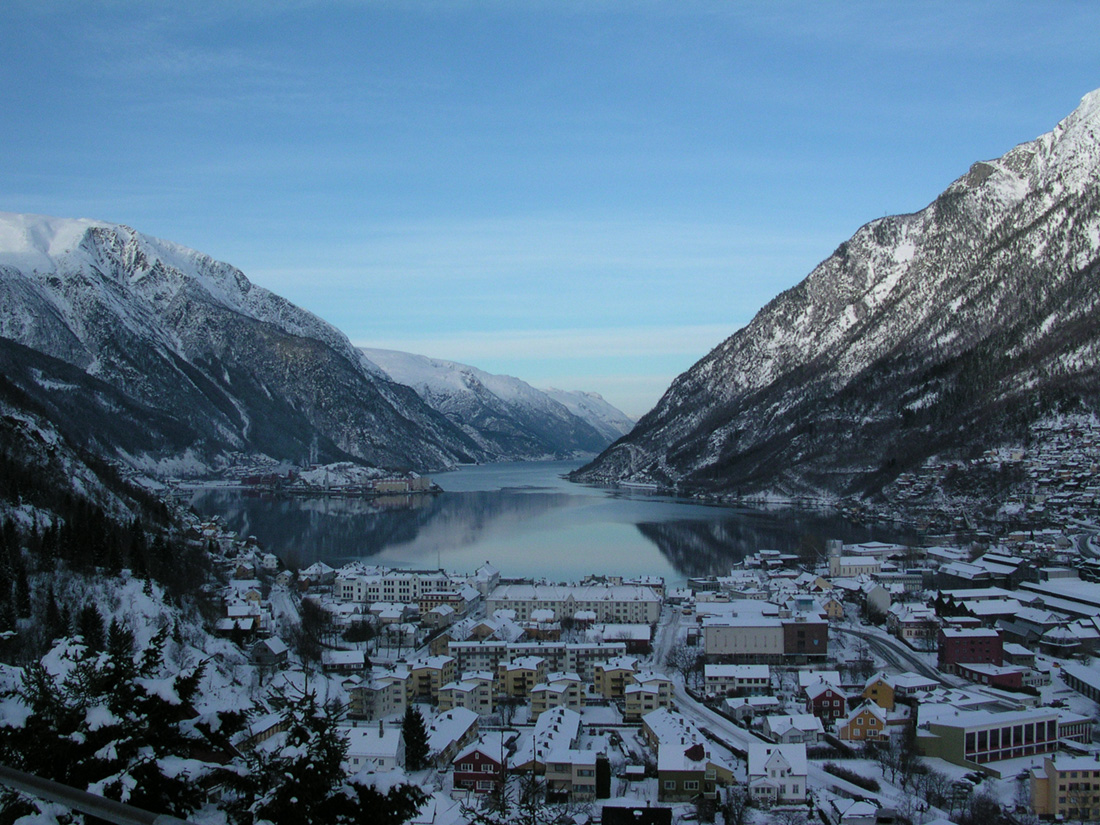
Huvudorten Odda i februari 2004.
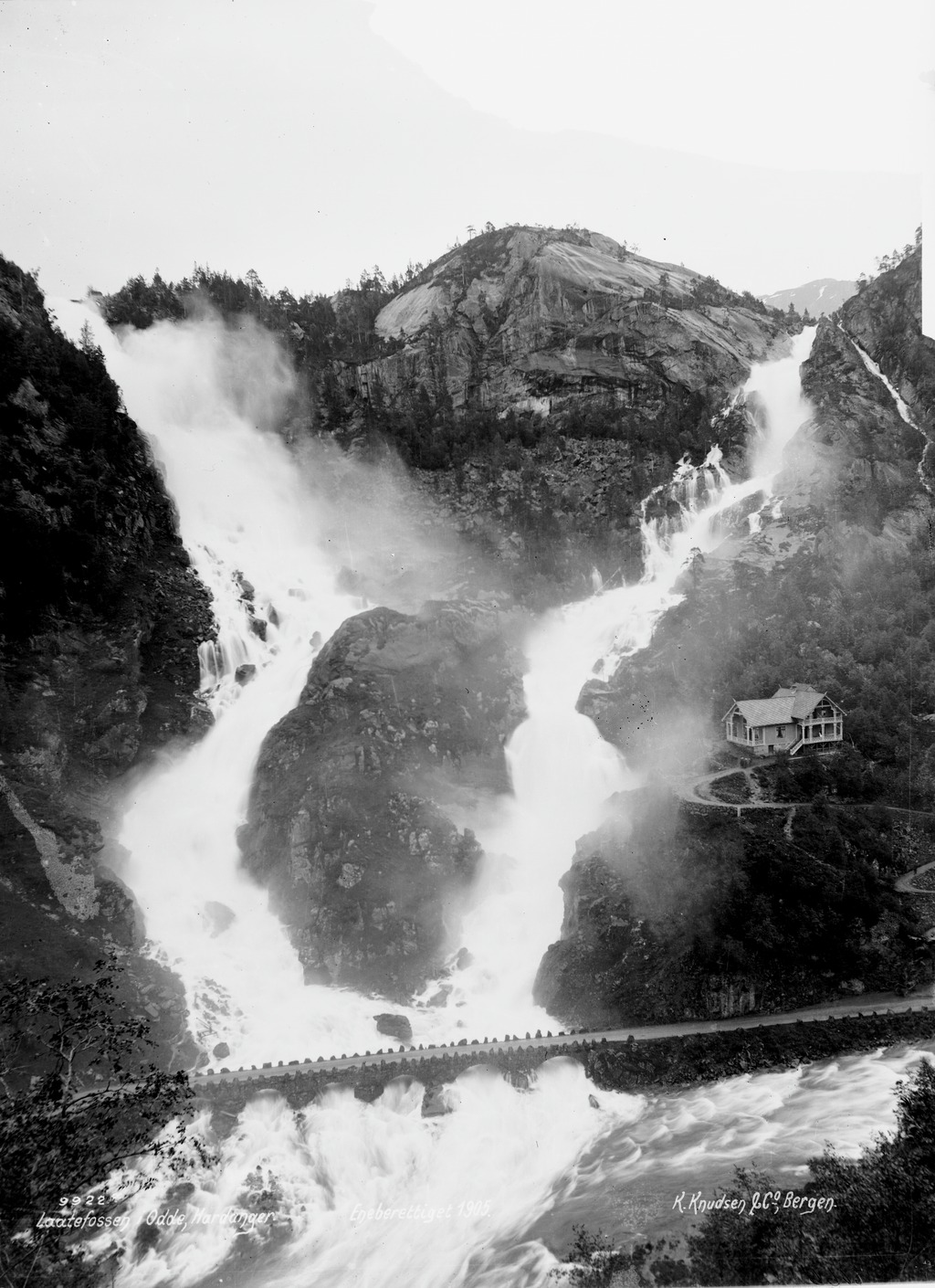
Låtefossen omkring 1900.
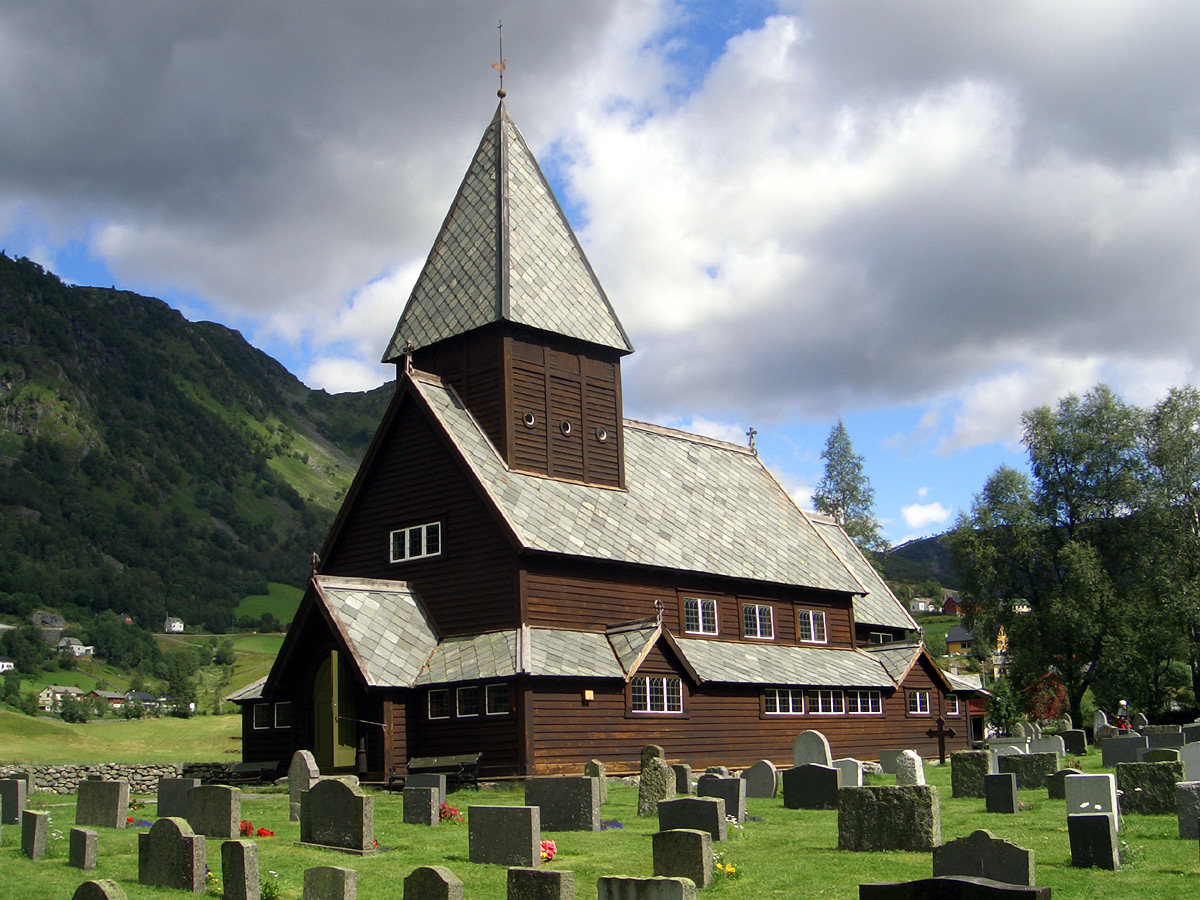
Røldals stavkyrka.